# Hayata Komatsu
Hayata Komatsu (japanisch 小松 駿太 Komatsu Hayata; * 7. November 1997 in der Präfektur Tokio) ist ein japanischer Fußballspieler.

## Karriere
Komatsu erlernte das Fußballspielen in der Jugendmannschaft von Yokohama F. Marinos und der Universitätsmannschaft der Juntendo-Universität. Seinen ersten Vertrag unterschrieb er 2017 in Yokohama bei YSCC Yokohama. Der Verein spielte in der dritthöchsten Liga des Landes, der J3 League. Für den Verein absolvierte er 26 Ligaspiele. 2018 wechselte er zum Ligakonkurrenten FC Ryūkyū. 2018 wurde er mit dem Verein Meister der dritten Liga und stieg in die zweite Liga auf. Für den Verein absolvierte er 48 Ligaspiele. 2020 wechselte er in die Präfektur Yamagata zum Ligakonkurrenten Montedio Yamagata. Der FC Imabari, ein Drittligist aus Imabari, lieh ihn Anfang August 2021 aus. Für Imabari absolvierte er bis Saisonende 13 Drittligaspiele. Am 1. Februar 2022 wechselte er wieder auf Leihbasis zum Zweitligaaufsteiger Iwate Grulla Morioka nach Morioka. Am Ende der Saison 2022 belegte er mit Iwate Grulla Morioka den letzten Tabellenplatz und musste in die dritte Liga absteigen.